# Frank Belknap Long
Frank Belknap Long, född 27 april 1901, död 3 januari 1994, var en amerikansk författare och poet. Han var en produktiv författare som skrev skräck, fantasy, science fiction, poesi, gotisk romantik och serietidningar. Mest känd är han för sina skräck- och science fiction-noveller.
Long föddes i New York år 1901 och studerade vid New York University. En av hans tidiga noveller uppskattades av H.P. Lovecraft, som började brevväxla med Long och fick hans berättelser publicerade i Weird Tales. I slutet av 1930-talet började Long skriva mer science fiction och trycktes i Astounding Science Fiction och Unknown. Han var även redaktör för flera science fiction-tidskrifter under 1950- och 60-talen. I den senare delen av sin karriär skrev han gotiska romaner (under sin fru Lydas namn), en biografi över Lovecraft, och poesi.